# Flunkyball

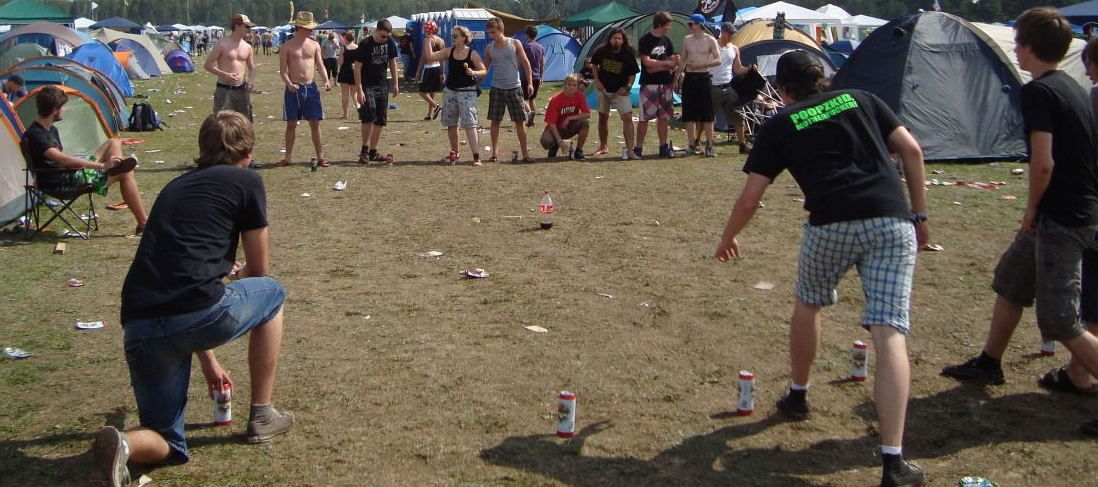
Flunkyballjáték egy fesztiválon

A flunkyball ([ˈflʌŋkiˌbɔːl] vagy [ˈflʊŋkiˌbal]), más néven bierball, egy ivós játék, amelyben két csapat versenyez egymással. 

## A játék szabályai

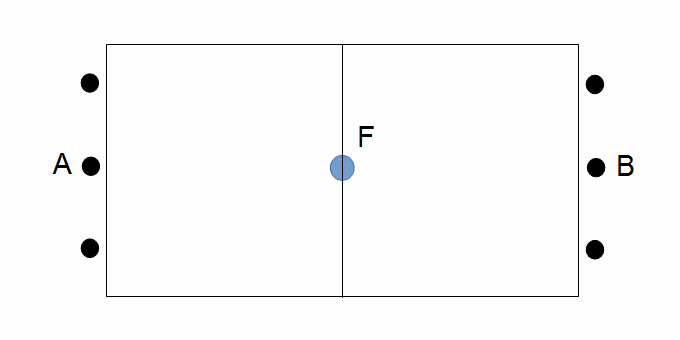
Egy flunkyballpálya rajza: az A és a B csapatok az alapvonalak mögött helyezkednek el, az F kapuval középen

A két csapat egymással szemben sorakozik fel, körülbelül 10 méterre egymástól. A játékosok száma csapatonként nem meghatározott, de általában 3–8 főből áll egy csapat. Minden játékos előtt a földön áll egy nyitott sörösüveg vagy -doboz.
A pálya közepén, a két csapat között található a célpont – ez általában egy műanyag palack, amelyet negyedéig vagy feléig töltenek meg folyadékkal. A játékosoknak egy labdát kell eldobniuk, hogy eltalálják és ledöntsék ezt a palackot. A labdával rendelkező csapat egyetlen próbát kap a cél eltalálására. Ha sikerül ledönteni a palackot, a dobó csapat elkezdheti inni a sört – amennyit és amilyen gyorsan csak tudnak. Az ellenfél feladata, hogy visszaállítsa a célpontot és a labdát eljuttassa saját vonala mögé. Amint a pálya vissza van állítva, az ellenfél hangosan kiáltja, hogy „Stop!”, és a másik csapatnak azonnal abba kell hagynia az ivást. Amikor mindkét csapat ismét készen áll, a másik csapat következik a dobással. Az a csapat nyeri meg a játékot, amelyik először megissza az összes sörét.

## Büntetések
Szankciókat is lehet alkalmazni, például ha egy játékos túl korán kezd inni, tovább iszik a „Stop!” kiáltás után, vagy esetleg hány. A sör kiömléséért is büntetés jár (például ha a sör túlhabzik vagy felborul az üveg). A lehetséges büntetések közé tartozik a „büntetősör” a szabályszegő játékosnak, egy dobási kör kihagyása, vagy egy korty az ellenfél javára. Az, hogy mi számít szabályszegésnek, és hogyan büntetik, helyenként változik.

## Változatok
A flunkyball szabályai helyenként változnak, és gyakran csak a játék elején — vagy akár játék közben — kerülnek meghatározásra. A dobók és a célpont közötti távolság is eltérő lehet. Bizonyos esetekben elegendő csak felállítani a palackot, hogy valaki kiáltsa a „Stop!”-ot, anélkül hogy a labdát vissza kellene vinni a csapatvonal mögé.
A labda helyett használható műanyag palack vagy akár egy hagyma is dobótárgyként. A játék alkoholtartalmú italok helyett alkoholmentes italokkal is játszható, például üdítővel vagy vízzel. Az ivandó mennyiség is változó, de általában 0,5 és 1,5 liter közötti palackokat használnak.

## Elterjedés
A flunkyballt általában nyáron játsszák, zöldterületeken, például parkokban vagy kertekben. Gyakran játsszák zenei fesztiválokon is. Különösen népszerű a német egyetemi hallgatók és a diákkultúra körében. Például a Karlsruhei Műszaki Intézet minden évben flunkyballbajnokságot rendez.
Németország legnagyobb flunkyballversenyét Elmshornban tartják minden év májusában. Érdekes, hogy a flunkyball kifejezés ismerős a német nyelvű országokban, de szinte teljesen ismeretlen az angol nyelvterületen.
A jelenlegi világrekord a legnagyobb egyidejűleg játszott flunkyballmérkőzésre 2024. május 31-én született Lipcsében, ahol egyszerre 1323 ember játszott egy körben. A városban a játék neve bierball.

## Eredet és történelem
Az első flunkyballmérkőzéseket a 2000-es évek elején játszották, és akkoriban a középen elhelyezett sörösdobozokat kellett ledönteni. A korai változatokban puck (hokikorong alakúra lapított sörösdoboz), labda vagy bot volt a dobótárgy. Miután 2006. május 1-jén Németországban egységes betétdíjrendszert vezettek be a sörösdobozokra, a puckos változat fokozatosan eltűnt.
Az első flunkyball-világbajnokságot 2005-ben rendezték meg Darmstadtban, ahol egy dillenburgi csapat aratott győzelmet.

## A popkultúrában
A chemnitzi Kraftklub együttes egyik videoklipjében is látható egy flunkyballjelenet.
A Flunkyball egyben címe Alexander Adolph 2023-as játékfilmjének is. A játék csak egyetlen, szimbolikával telített jelenetben szerepel.

## Fordítás
Ez a szócikk részben vagy egészben  a   Flunkyball című spanyol Wikipédia-szócikk ezen változatának fordításán alapul.  Az eredeti cikk szerkesztőit annak laptörténete sorolja fel. Ez a jelzés csupán a megfogalmazás eredetét és a szerzői jogokat jelzi, nem szolgál a cikkben szereplő információk forrásmegjelöléseként.